# K-202
K-202 — польський 16-бітний комп'ютер, розроблений в 1970 році інженером Яцеком Карпінським, який вироблявся серійно до 1973 року; перший польський комп'ютер, зібраний з застосуванням інтегральних схем. Виробниками були польська компанія MERA (Metroneks) і британські компанії Data-Loop і M. B. Metals. Вважається, що було вироблено близько 30 комп'ютерів. На думку доктора Петра Дурки, комп'ютер K-202, випущений на 10 років раніше IBM PC, вперше мав властивості багатозадачності, багатокористувацького режиму і багатопроцесорності.

## Загальний опис
Теоретична продуктивність 16-бітного K-202 становила мільйон операцій з рухомою комою на секунду, єдиними конкурентами такого комп'ютера могли бути на той момент американський SuperNOVA або британський CTL Modular One, також 16-бітні. K-202 був першим в історії комп'ютерної техніки, який міг проводити масштабування[уточнити] через адресацію сторінки (де-факто через сегментування). Його обсяг пам'яті становив 8 МБ (64 сторінки, розмір адресного простору по 64 КБ, використання 16-бітних слів), але на практиці через повільну роботу компонентів використовувалося 144 КБ (проти 64 КБ у інших комп'ютерів). Автором такого типу адресації був Яцек Карпінський.
Складання одного комп'ютера в середньому потребувало одного року. Співавторами проекту були Єва Єзерська, Анджей Земкевич, Збислав Швай, Тереза Пайковська і Кшиштоф Ярославський. В розробці програмного забезпечення брали участь фахівці Інституту  математичних машин (Варшава). Всі зібрані пристрої використовувалися у великій Британії, Польщі та СРСР.

## Характеристики
- Багатопрограммність і багатопроцесорність
- Розмір слова: 16 біт
- Понад 90 команд процесора
- 7 універсальних регістрів
- 16 способів визначення аргументу
- Оперативна пам'ять: до 4 мільйонів слів (8 МБ), на магнітних осердях
- До 64 пристроїв введення виведення
- Швидкість обміну даних в автономному режимі: 16 Мбіт/с (1 млн. слів/сек)
- Інтегральні схеми TTL/MSI
- Продуктивність: до 1 млн. операцій/сек
- Цикл пам'яті: 0,7 μs
- Розміри: 580 x 480 x 210 мм
- Вага: 35 кг
- Параметри електроживлення: 220 В, 600 Вт[1] або 700 Вт[2]

## Програмне забезпечення
- SOK-1 — операційна система (мова JOM-1)
- ASSK — символьна мова, асемблер
- BASIC
- FORTRAN IV
- ALGOL 60
- CSL
- BICEPS
- CEMMA
- MOST-2
- COMIT